# Chevrolet Impala
La Chevrolet Impala è una autovettura prodotta a più riprese dalla casa automobilistica statunitense Chevrolet a partire dal 1958; non è stata presente sul mercato tra il 1985 e il 1994 e tra 1996 e il 2000. La produzione è cessata alla fine di febbraio 2020.
Nel periodo in cui le vetture full-size, cioè quelle con ingombri particolarmente elevati, dominavano il mercato statunitense l'Impala era l'automobile più venduta.

## Il contesto
L'Impala viene costruita dall'ingegnere Ed Cole, ed inizialmente il motto era: "Un'automobile di prestigio alla portata del cittadino medio americano", nonostante fino al 1968 (con l'introduzione della Caprice) fosse la più costosa tra le full-size. L'Impala, chiamata come l'antilope sudafricana, competeva sul mercato con la Ford Galaxie 500 e la Plymouth Fury.
Era prodotta in varie configurazioni di carrozzeria, da quella convertibile con hard-top che fu la prima ad essere presentata, per passare alle classiche versioni berlina, coupé e station wagon.
Dal 1958 al 1996 le vendite dell'Impala hanno superato i 13 milioni di esemplari, più di ogni altra full-size nella storia dell'automobile; il record appartiene al 1965, anno in cui viene venduto un milione di veicoli solo negli Stati Uniti. Nel 2008 l'Impala è l'ottavo veicolo e la sesta automobile per numero di vendite negli USA, la berlina americana più venduta.

## Evoluzione
Nel 1958 l'Impala si poneva inizialmente come una versione speciale della Chevrolet Bel Air. Tale modello era costituito da una carrozzeria con linee più morbide rispetto alla Bel Air originale e gli interni erano più lussuosi. Come propulsore era equipaggiato un V8 348 che erogava la potenza di 315 cv.
Nel 1959 venne resa un modello autonomo. Si presentava più larga, più bassa e più squadrata rispetto a quella dell'anno precedente. Il posteriore era stato ridisegnato facendogli ottenere una forma ad ala di pipistrello e come propulsore venne adottato un 283 V8.
Nel 1960 il modello perse buona parte delle finiture rispetto all'anno precedente e non furono più disponibili i motori ad iniezione.
Nel 1961 fu introdotta la versione SS, equipaggiata con un nuovo propulsore V8 409 dalla potenza di 360 cv.
Nel 1962 la SS venne aggiornata con dei nuovi ritocchi nel design e il propulsore 409 venne potenziato a 409 CV di potenza.
Nel 1963 venne progettato il nuovo motore Z-11 da 500 CV di potenza. Fu montato solo su 55 Impala SS, le quali venivano vendute solo ad una clientela selezionata tramite il Regular Production Option Chevrolet.
Nel 1965 la linea della vettura venne riprogettata e il motore 409 fu sostituito dal Mark IV 396 cid V8 gestito da un cambio automatico Turbo Hydra-matic 350. Il propulsore era un'evoluzione del Daytona Mystery Engine in progettazione dalla Chevrolet qualche anno prima ma mai messo in commercio.

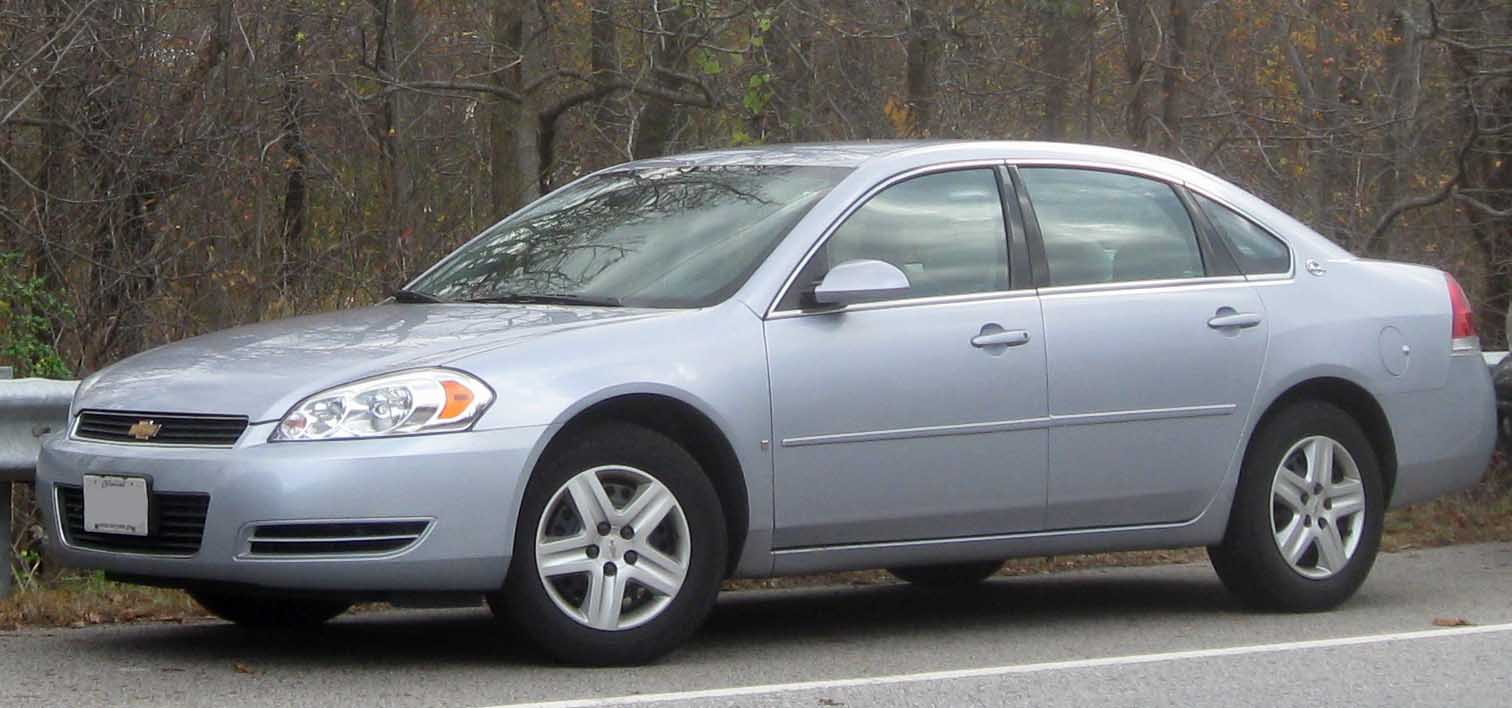
Chevrolet Impala LS versione 2006-09

Nel 1966 vennero apportate alcune modifiche al design e venne introdotto un nuovo propulsore 427 Special Performance dalla potenza di 425 cv. In quest'anno le vendite cominciarono a calare a causa della concorrenza della Chevrolet Caprice e delle muscle car di medie dimensioni.
Il 1969 fu l'ultimo anno di produzione del modello SS prima che la Impala venisse convertita in autovettura di lusso a tutti gli effetti. In quest'ultimo anno di produzione beneficiò di un nuovo ritocco del design.
Nel 1994 l'Impala SS venne reinserita nel mercato. Come propulsore impiegava un LT1 gestito da un cambio 4L60-E automatico a quattro rapporti dalla potenza di 260 CV con 477 Nm di coppia. Un Garrett twin-turbo kit era disponibile tramite installazione rivenditore per il 1996; ha prodotto 588 CV e circa 902 Nm.
Nel 2004 la vettura venne aggiornata con un nuovo design. Era equipaggiata con un propulsore Chevrolet Series II V6 da 240 CV di potenza con 380 Nm di coppia gestito da un cambio Hydramatic 4T65-E 4 automatico a quattro velocità. La carrozzeria era in acciaio mentre le sospensioni erano composte, in tutte le sezioni del veicolo, da montanti McPherson, molle elicoidali e barre antirollio. L'impianto frenante era costituito da quattro freni a disco abbinati ad un sistema ABS.
Nel 2008, in occasione del 50º anniversario del lancio sul mercato della Impala, ne venne realizzata una versione speciale. Tale modello implementava sospensioni sportive FE3, spoiler posteriore, sistema ABS, alimentazione ad Etanolo E85 e un propulsore V6 3.5 da 211 CV di potenza con 290 Nm di coppia.
Nel 2014 è uscito il modello venduto sino al 2020.

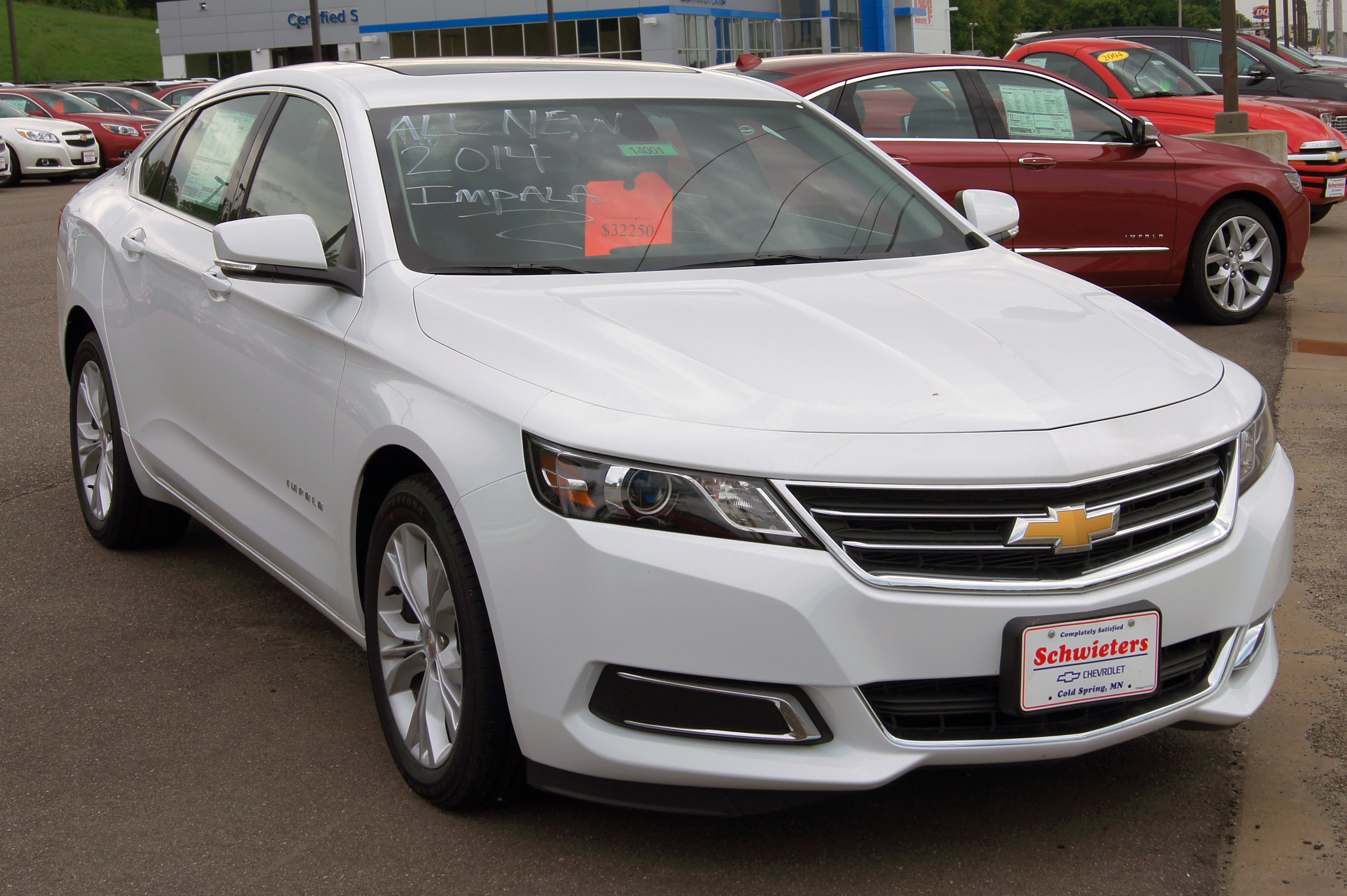
Chevrolet Impala versione 2014-2020